# Ansonia spinulifer
Espèce
Synonymes
- Bufo spinulifer Mocquard, 1890

Statut de conservation UICN

 LC  : Préoccupation mineure
Ansonia spinulifer est une espèce d'amphibiens de la famille des Bufonidae.

## Répartition
Cette espèce est endémique de Malaisie orientale à Bornéo. Elle se rencontre entre 150 et 750 m d'altitude dans les États du Sabah et du Sarawak.
Sa présence est incertaine au Brunei et au Kalimantan en Indonésie.

## Publication originale
- Mocquard, 1890 : Recherches sur la faune herpétologique des Iles de Bornéo et de Palawan. Nouvelles archives du Museum d'histoire naturelle de Paris, ser. 3, vol. 2, p. 115–168 (texte intégral).